# Shockwave Supernova
Shockwave Supernova — пятнадцатый студийный альбом гитариста-виртуоза Джо Сатриани, выпущенный 24 июля 2015 года на лейбле Sony Music Entertainment . В нем приняли участие басист Брайан Беллер и барабанщик Марко Миннеманн из The Aristocrats, а также мультиинструменталист прогрессивного рока Майк Кенелли .

## Оценки критиков
| Оценки критиков | Оценки критиков |
| Источник        | Оценка          |
| --------------- | --------------- |
| AllMusic        | [ 3 ]           |
| PopMatters      | [ 4 ]           |

Стивен Томас Эрлевин из AllMusic называет Shockwave Supernova «гордая умная музыка, основанная на собственной технической смекалке, „которая“ ощущается как совместная запись»; слышать, как он [Сатриани] играет со своей группой, так же весело, как и слышать, как он парит в одиночестве."
Джедд Бодуан из PopMatters дал альбому 8/10 звёзд, назвав его «одним из самых запоминающихся приключений Сатча» и «записью, которая понравится как обычному слушателю, так и ученому-музыканту». Похвалы были также даны «безумно хорошей» ритм-секции Миннеманна и Беллера, при этом Бодуан сказал, что он надеется, что Сатриани выпустит концертный альбом с этими же музыкантами.

## Список композиций
Все треки написаны Джо Сатриани .
| №                   | Название                    | Длительность |
| ------------------- | --------------------------- | ------------ |
| 1.                  | «Shockwave Supernova»       | 3:49         |
| 2.                  | «Lost in a Memory»          | 4:12         |
| 3.                  | «Crazy Joey»                | 3:40         |
| 4.                  | «In My Pocket»              | 4:12         |
| 5.                  | «On Peregrine Wings»        | 5:26         |
| 6.                  | «Cataclysmic»               | 5:02         |
| 7.                  | «San Francisco Blue»        | 3:19         |
| 8.                  | «Keep on Movin'»            | 4:23         |
| 9.                  | «All of My Life»            | 4:02         |
| 10.                 | «A Phase I'm Going Through» | 3:59         |
| 11.                 | «Scarborough Stomp»         | 3:59         |
| 12.                 | «Butterfly and Zebra»       | 1:47         |
| 13.                 | «If There Is No Heaven»     | 5:07         |
| 14.                 | «Stars Race Across the Sky» | 4:45         |
| 15.                 | «Goodbye Supernova»         | 5:46         |
| Общая длительность: | Общая длительность:         | 64:00        |

## Участники записи
- Джо Сатриани — гитара, клавишные, бас (дорожка 6), губная гармошка, продакшн, аранжировка, дополнительная запись
- Майк Кенелли — клавишные, дополнительная ритм-гитара (трек 2)
- Марко Миннеманн — ударные (треки 1, 2, 5-7, 9, 10, 13-15)
- Винни Колайута — ударные (треки 3, 4, 8, 11)
- Брайан Беллер — бас (треки 1, 2, 5, 7, 10, 12, 14, 15)
- Крис Чейни — бас (треки 3, 4, 8, 11)
- Бобби Вега — бас (трек 9)
- Тони Мендживар — перкуссия (трек 9), конги, бонги
- Джон Куниберти — перкуссия (треки 1-3, 5, 6, 14), продюсер, запись, сведение, мастеринг
- Майк Фрейзер — дополнительная запись, сопродюсирование
- Роберт Гатли — Skywalker помощник
- Джуди Киршнер — Skywalker помощник
- Дэнн Майкл Томпсон — Skywalker помощник
- Скотт Бергстром — помощник по записи 25th Street

## Чарты
| Чарт (2015)                         | Высшая позиция |
| ----------------------------------- | -------------- |
| Австралия (ARIA)                    | 23             |
| Бельгия/Фландрия (Ultratop)         | 53             |
| Бельгия/Валлония (Ultratop)         | 67             |
| Чехия (ČNS IFPI)                    | 16             |
| Нидерланды (Album Top 100)          | 11             |
| Финляндия (Suomen virallinen lista) | 34             |
| Франция (SNEP)                      | 32             |
| Германия (Offizielle Top 100)       | 40             |
| Венгрия (MAHASZ)                    | 23             |
| Италия (Classifica album)           | 47             |
| Швейцария (Schweizer Hitparade)     | 13             |
| Великобритания (UK Albums Chart)    | 22             |
| США (Billboard 200)                 | 46             |